# Reine Almqvist
Rolf Reine Almqvist, född 12 april 1949 i Lundby, Hisingen, Göteborg, är en svensk fotbollstränare och före detta fotbollsspelare.

## Spelarkarriär
Reine Almqvist spelade för IFK Göteborg 1967–1972 samt 1976–1979. Han vann den allsvenska skytteligan 1969 med 16 mål och 1977 med 15 mål. Han spelade även för Åtvidabergs FF och IFK Sundsvall och gjorde 1980 en sejour i USA för Seattle Sounders i NASL.

## Tränarkarriär
Almqvist var bland annat tränare för BK Häcken åren 1983, 1989–1993 och 2006. 1992 tog han laget upp i allsvenskan. Han tränade Helsingborgs IF 1994–1997 med andraplatsen i allsvenskan 1995 som höjdpunkt, och var därefter tränare i IFK Göteborg från sommaren 1998 till sommaren 1999. Hans sista uppdrag var som scout och bollplank till huvudtränaren Per-Ola Ljung i Helsingborgs IF under 2018.

### Västra Frölunda
Reine Almqvist erhöll ingen lön i form av pengar för sitt tränaruppdrag i Västra Frölunda IF 2007–2008. Klubben ersatte honom endast i form av bensinpengar. Denna uppgörelse var en följd av föreningens svaga ekonomi som Almqvist inte ville belasta än mer.

## Landslagsstatistik
| Sveriges landslag |         |     |
| År                | Matcher | Mål |
| 1970              | 1       | 1   |
| 1974              | 1       | 0   |
| 1979              | 2       | 0   |
| Totalt            | 4       | 1   |

## Meriter
- Svensk mästare Allsvenskan 1969 och 1973
- Allsvensk skyttekung 1969 och 1977
- 4 A-landskamper, 1 mål

## Privatliv
Almqvist är son till den tidigare Gaisspelaren Rolf Almqvist.